# Maja Milčinski
Maja Milčinski, slovenska filozofinja, sinologinja in religiologinja, * 12. junij 1956, Ljubljana.
Trenutno predava na Oddelku za filozofijo Filozofske fakultete Univerze v Ljubljani.

## Življenje in delo
Maja Milčinski je bila rojena v Ljubljani l.1956, kjer je hodila v osnovno šolo z latinskim jezikom, maturirala na II. klasični gimnaziji in l. 1981 diplomirala na Filozofski fakulteti iz sociologije, etnologije in filozofije. Po diplomi je v šolskem letu 1981/1982 poučevala filozofijo na Bežigrajski gimnaziji v Ljubljani. Leta 1982 je na oddelku za filozofijo Filozofske fakultete v Ljubljani vpisala podiplomski študij iz zgodovine filozofije - kitajske filozofije, ki ga je tri leta kasneje zaključila z magistrskim delom “Lunyu z vidika kitajske sedanjosti”. Naslednja štiri leta je študirala v LR-Kitajski, kjer je l. 1983 na Univerzi v Nanjingu končala specializacijo iz klasične in moderne kitajščine in književnosti, l. 1984 iz zgodovine kitajske filozofije na Univerzi v Pekingu in l. 1986 iz zgodovine kitajskih religij in filozofije na Inštitutu za proučevanje svetovnih religij - Akademija za družbene vede v Pekingu. Po končanem študiju v LR-Kitajski se je marca 1986 zaposlila v Centru za proučevanje sodelovanja z deželami v razvoju v Ljubljani, na oddelku za sinologijo.
Z referati v angleščini, nemščini, kitajščini in japonščini je od leta 1988 dalje sodelovala na mnogih mednarodnih strokovnih simpozijih in kongresih. V študijskem letu 1989/1990 je bila gostujoča znanstvenica na Univerzi v Tokiu, kjer je s temo "Wabi-Sabi v odnosu do budizma, konfucijanstva in daoizma" odprla novo področje proučevanja japonske filozofije in religij. V letu 1990/1991 pa je kot asistentka na Univerzi v Torontu, Ontario, Kanada, predavala in vodila seminarsko delo pri predmetu “Religije vzhoda in zahoda“. Januarja 1991 je promovirala iz filozofije na Filozofski fakulteti v Ljubljani z disertacijo "Pojem praznine pri daoističnih filozofih in v zenu" (11. januarja 1991). V letu 1992 je kot štipendistka Humboldtovega sklada predavala o različnih temah azijskih filozofij in religij na Univerzi v Marburgu na Lahni. Leta 1993 je bila izvoljena v naziv izredne gostujoče profesorice za filozofije in religije Azije v International Research Center for Japanese Studies v Kjotu, kjer je v japonščini predavala o religijah in filozofijah Azije, v poletnem semestru (od 1.junija do 31.avgusta 1996) je predavala na Univerzi Rikkyo v Tokiu in v zimskem semestru (26. oktobra 2000 do 25. januarja 2001) na Univerzi v Marburgu na Lahni kot gostujoča znanstvenica.
Kot mlada raziskovalka (od 1987/1988 dalje) je na oddelku za filozofijo Filozofske fakultete v Ljubljani prevzela vse obveznosti pri uvajanju in izvajanju novega predmeta in raziskovalnega področja "Filozofije Orienta" (kasneje je bilo predmetno področje zaradi zastarelosti naziva preimenovano v “Azijske filozofije”). Poleg predavanj je vodila seminarske vaje za študente in opravljala mentorstvo pri seminarskih in diplomskih nalogah in od 1992 tudi pri podiplomskem študiju za študente Filozofske fakultete in Akademije za likovno umetnost (Estetske teorije v Aziji). Od leta 1991 do 1994 je s predavanji sodelovala tudi na oddelku za zgodovino Filozofske fakultete v Ljubljani, od leta 1994 pa je predavala tudi na Teološki fakulteti v Ljubljani in Mariboru, kjer ji je bilo zaupano tudi komentorstvo in mentorstvo pri magisteriju in doktoratu. V letu 1997 je predavala tudi na Fakulteti za družbene vede v Ljubljani. Junija 1995 in julija 2000 je bila izvoljena v naziv izredna profesorica za filozofije in religije Azije na Oddelku za filozofijo Filozofske fakultete v Ljubljani. Od leta 2000 naprej je redno predavala na Dharmaram College, Bangalore in Banaras Hindu University, Varanasi, oba v Indiji in imela poleg tega tudi številna vabljena predavanja, med drugimi tudi na Univerzi v Leidnu, Nizozemska, Univerzi Victoria v Wellingtonu, Nova Zelandija, Univerzi v Fairfieldu, Connecticut, ZDA, Univerzi Pompeu Fabra, Barcelona, Univerzi v Montréalu, Quebec, Kanada, Univerzi v Hong Kongu, Univerzi Renmin, Peking, Univerzi v Hartfordu, Connecticut in Državni univerzi v Connecticutu. Svoja predavanja je podajala glede na poslušalstvo v hrvaščini, angleščini, nemščini, kitajščini in japonščini in sama zagotovila ustrezne znanstvene in strokovne knjige s področja religij in filozofij Azije, ki so nujno potrebne za izvajanje študijskega procesa na Slovenskem. To delo je na Univerzi v Ljubljani opravljala 30 let.
V zvezi s pedagoškimi obveznostmi doma si je kot prvo nalogo zadala to, da študentom ustvari kompetentne prevode, komentarje in učbenike klasičnih del kitajske in kasneje japonske filozofije in religij, najprej konfucijanski kánon, t.i. Štiri knjige (objavljen v slovenščini v dveh knjigah). V sklop klasičnih kitajskih del sodi tudi delo Yijing - Knjiga premen, ki sega izvorno v davnino, ko se je začela oblikovati kitajska pisava in pomeni tako začetek religijskih praks, kot filozofske spekulacije na Kitajskem. Za tem je predstavila klasična dela daoističnih filozofov, ki tvorijo tudi osnovo daoizma kot religije. Kitajskih in japonske filozofije,  konfucijanstvo, daoizem kot tudi budizem, ki jih obravnava v svojih delih, so v razvoju doživeli tako svoj filozofski razvoj kot tudi religijsko nadgradnjo. V zadnjih letih pa se je posvetila prevodom in uredništvu indijskih filozofskih del.
Že kot mlada raziskovalka je sodelovala na znanstveno raziskovalnem projektu Zgodovina filozofije, od 1992 pa je tudi nosilka samostojnih znanstveno raziskovalnih projektov Postmoderna na Japonskem in Kitajskem (1992-1995) in Vloga racionalizma pri modernizaciji Japonske in Kitajske (od 1996), od leta 1998 pa sodelavka filozofsko-religiološko-zgodovinske raziskovalne skupine na Teološki fakulteti v Ljubljani. Leta 2004 je bila vodja raziskovalnega projekta »Sodobna relevantnost Štirih knjig«, Chiang Chingkuo fundacija, Tajvan, 2004. Od leta 2009 do 2012 pa je vodila raziskovalni projekt Filozofska relevantnost smrti in umiranja, ki ga je financirala ARRS. Trenutno sodeluje tudi na ekoloških projektih v Aziji.
Od 1989 leta do 1991 je bila članica uredniškega odbora revije Kulture Istoka, uredila tematsko številko Filozofskih istraživanj in dva tematska bloka o kitajski filozofiji v Synthesis Philosophica.
Poleg nekaj slovenskih strokovnih društev je članica Internationale Assoziation von Philosophinnen, American Association for Yijing Studies, International Association for Chinese Philosophy, Association for Asian Studies, International Society for Mind-Body Science – Tokyo. Bila je članica sveta Evropskega sinološkega združenja (European Association for Chinese Studies) in organizatorica sekcije za filozofijo in religije pri Evropskem japonološkem združenju (European Association for Japanese Studies). Je tudi članica uredniškega odbora revije Asian Horizons.

## Dela
Poleg raznih člankov, esejev, znanstvenih monografij in prispevkov na konferencah, je napisala sledeča dela:

### Prevodi klasičnih kitajskih filozofskih del v slovenščino:
- Lao Zi: Dao de jing (Mladinska knjiga, Klasiki kondorja, Ljubljana 2009)
- Lie Zi: O praznini (Sophia, Ljubljana 2006)
- Zhuang Zi: Klasik Dežele južne rože (Sophia, Ljubljana 2004)
- Klasiki konfucijanstva - Štiri knjige: Konfucij, Mencij, Nauk o sredini, Veliki nauk (Mladinska knjiga, Klasiki kondorja, Ljubljana 2005)
- Yijing - Knjiga premen (Domus, Ljubljana 1992)

### Prevodi indijske filozofije v slovenščino:
- Swāmi Vivekānanda: Radža joga, Mladinska knjiga 2000 (Kondor 296)
- Rammurti S. Mishra: Filozofija in psihologija joge (ZPS, Ljubljana 2001)

### Samostojne knjige:
- Milčinski Maja: Strategije osvobajanja (Sophia, Ljubljana 2006)
- Milčinski Maja: Japonska in Kitajska med religijo in filozofijo (Trias, Ljubljana 1995)
- Milčinski Maja: Mali slovar azijskih filozofij (ZRC-SAZU, Ljubljana 2003)

### Za svoje delo je prejela tudi naslednje mednarodne nagrade:
- 1999 Prva nagrada za referat (Hainan University, LR-Kitajska)
- 2000 Posebna nagrada za prispevek k proučevanju življenja/smrti v azijskih filozofijah (Charles Wei-hsun Fu Foundation, San Diego State University)
- 2001 Posebna nagrada za najboljši referat o kitajski filozofiji napisan v japonščini (Charles Wei-hsun Fu Foundation, San Diego State University)